# Municipio de Grand Meadow (condado de Clayton)
El municipio de Grand Meadow (en inglés: Grand Meadow Township) es un municipio ubicado en el condado de Clayton en el estado estadounidense de Iowa. En el año 2010 tenía una población de 622 habitantes y una densidad poblacional de 6,65 personas por km².

## Geografía
El municipio de Grand Meadow se encuentra ubicado en las coordenadas 43°2′14″N 91°32′51″O / 43.03722, -91.54750. Según la Oficina del Censo de los Estados Unidos, el municipio tiene una superficie total de 93.49 km², de la cual 93.49 km² corresponden a tierra firme y (0%) 0 km² es agua.

## Demografía
Según el censo de 2010, había 622 personas residiendo en el municipio de Grand Meadow. La densidad de población era de 6,65 hab./km². De los 622 habitantes, el municipio de Grand Meadow estaba compuesto por el 80.71% blancos, el 5.14% eran afroamericanos, el 0.16% eran amerindios, el 0.8% eran asiáticos, el 0.48% eran isleños del Pacífico, el 9.81% eran de otras razas y el 2.89% pertenecían a dos o más razas. Del total de la población el 17.04% eran hispanos o latinos de cualquier raza.